# Карликовые рисовые хомячки
Карликовые рисовые хомячки (лат. Oligoryzomys) — род грызунов из подсемейства американских Sigmodontinae семейства хомяковых, обитающих в Центральной и Южной Америках. Род включают 18 до 20 видов.

## Описание
Карликовые рисовые хомячки являются родственниками рисовых хомяков и похожи на них, но меньше по размеру. Длина тела у них от 7 до 11 сантиметров, хвост очень длинный — от 9 до 16 сантиметров. Вес от 9 до 40 г. Шерсть сверху желтовато-коричневая или буроватая, снизу светло-серая. Морда заостренная, уши овальной формы.

## Распространение и среда обитания
Эти грызуны являются автохтонными для Центральной и Южной Америки, а их ареал простирается от Мексики до Огненной Земли. Они предпочитают участки с густым подлеском и встречаются в лесах и кустарниках, а также в садах и на плантациях.

## Образ жизни
Карликовые рисовые хомячки ведут ночной образ жизни. Обычно они держатся на земле, но могут хорошо лазить. Днем они скрываются в построенных ими травяных гнездах. Вне брачного периода они живут поодиночке. Их рацион состоит из семян, фруктов и насекомых.

## Карликовые рисовые хомячки и люди
Эти грызуны иногда вторгаются на плантации или зернохранилища и считаются вредителями. Согласно МСОП, большинство видов не находятся под угрозой исчезновения. Вид O. victus, который был эндемиком Карибского острова Сент-Винсент, известен только по одному экземпляру, полученному в 1897 году и считается вымершим. В Андах в южной части Южной Америки популяция длиннохвостого  рисового хомячка O. longicaudatus является наиболее важным резервуаром хантавируса, который может передаваться человеку напрямую или через других грызунов, с фекалиями, мочой и  слюной животных и вызывать очень опасную легочную форму хантавирусной болезни - хантавирусный легочный синдром (HPS).

## Виды
Известно около 20 видов:
- Андийский рисовый хомячок (Oligoryzomys andinus) обитает в Андах на территории Перу и Боливии.
- Песчаный рисовый хомячок (Oligoryzomys arenalis) известен только с прибрежных равнин Перу.
- Oligoryzomys brendae обитает на северо-западе Аргентины.
- Чакский рисовый хомячок (Oligoryzomys chacoensis) встречается в засушливых регионах от юго-востока Боливии до северной Аргентины.
- Oligoryzomys delticola обитает на востоке Аргентины, Уругвае и на юге Бразилии.
- Рисовый хомячок-разрушитель (Oligoryzomys destructor) обитает в Андском регионе от юга Колумбии до северной Аргентины.
- Oligoryzomys eliurus встречается в центральной и восточной Бразилии.
- Жёлтый рисовый хомячок (Oligoryzomys flavescens) распространен от юго-востока Бразилии через Парагвай и Уругвай до центральной части Аргентины.
- Oligoryzomys fornesi обитает на северо-востоке Аргентины, Парагвае и юге Бразилии.
- Бурый рисовый хомячок (Oligoryzomys fulvescens) распространены от Мексики до северной Бразилии.
- Серый рисовый хомячок (Oligoryzomys griseolus) обитает в горных районах восточной Колумбии и западной Венесуэлы.
- Длиннохвостый рисовый хомячок (Oligoryzomys longicaudatus) распространен в Чили и Аргентине.
- Магелланов рисовый хомячок (Oligoryzomys magellanicus) встречается в Патагонии и на Огненной Земле.
- Короткоухий рисовый хомячок (Oligoryzomys microtis) обитает в бассейне Амазонки.
- Oligoryzomys moojeni
- Черноногий рисовый хомячок (Oligoryzomys nigripes) обитает в Парагвае, на юге Бразилии и на севере Аргентины.
- Oligoryzomys pachecoi обитает в Боливии.
- Oligoryzomys rupestris
- Oligoryzomys stramineus обитает в центральной и восточной Бразилии.
- Панамский рисовый хомячок (Oligoryzomys vegetus) встречается в Коста-Рике и Панаме.
- † Сентвинсентский рисовый хомячок (Oligoryzomys victus). Известен с острова Сент-Винсент. С 1897 года сведений нет. Исчезновение связано с интродукцией на остров мангустов[4].